# At-Basjy
At-Basjy (ryska: Ат-Баши) är en distriktshuvudort i Kirgizistan. Den ligger i prrovinsen Naryn, i den centrala delen av landet, 210 km sydost om huvudstaden Bisjkek. At-Basjy ligger 2 047 meter över havet och antalet invånare är 15 226.
Terrängen runt At-Basjy är varierad. Runt At-Basjy är det mycket glesbefolkat, med 2 invånare per kvadratkilometer. Det finns inga andra samhällen i närheten. Trakten runt At-Basji består i huvudsak av gräsmarker.